# Operazione Golden Pheasant
L'operazione Golden Pheasant è consistita nello spiegamento di truppe statunitensi in Honduras nel 1988, in risposta alle azioni minacciose del Fronte Sandinista di Liberazione Nazionale nicaraguense.

## Unità impiegate

### United States Army
- 2º Battaglione, 9º Reggimento di fanteria, 7ª Divisione di fanteria leggera
- 13º Battaglione genieri
- 1º Battaglione, 504º Reggimento fanteria paracadutista
- 2º Battaglione, 504º Reggimento fanteria paracadutista
- Compagnia C, 3º Battaglione, 505º Reggimento fanteria paracadutista, 82ª Divisione aviotrasportata
- Compagnia A, 3º Battaglione, 505º Reggimento fanteria paracadutista, 82ª Divisione aviotrasportata
- 3º Battaglione, 9º Reggimento di fanteria, 7ª Divisione di fanteria leggera
- 2º Battaglione, 27º Reggimento di fanteria, 7ª Divisione di fanteria leggera
- 3º Battaglione, 27º Reggimento di fanteria, 7ª Divisione di fanteria leggera
- 21ª Compagnia di polizia militare (aviotrasportata), 503rd Battaglione di polizia militare aviotrasportata, 16ª Brigata di polizia militare (aviotrasportata)
- 313º Battaglione raccolta informazioni militari, 82ª Divisione aviotrasportata
- Batteria A, 1/14ª Artiglieria da campo, 24ª Divisione di fanteria
- Batteria A, 3º Battaglione, 319th Reggimento artiglieria da campo aviotrasportata, 82ª Divisione Aviotrasportata
- Compagnia C, 5º Battaglione, 187º Reggimento di fanteria, 101ª Divisione aviotrasportata
- Compagnia A, 1º Battaglione, 9º Reggimento di fanteria, 7ª Divisione di fanteria leggera assieme ad elementi di quartier generale e
- Quartier generale di compagnia, 1º Battaglione, 9º Reggimento di fanteria
- Forza tascabile congiunta "Bravo"
- 7º Gruppo forze speciali (aviotrasportato)
- 2º Battaglione, 9º Reggimento d'aviazione
- 864º Battaglione genieri (combattimento pesante)
- 1º Squadrone 17º Reggimento di cavalleria (aviotrasportato, cavalleria dell'aria)
- 988º Compagnia PM, 3 Plotone

### United States Marine Corps
- 2º Battaglione 7º Marine
- 2º Battaglione 5º Marine

### United States Air Force
- 113º Civil Engineer Squadron (District of Columbia Air National Guard)